# Claws Mail
Claws Mail is een vrije e-mailclient voor Windows, Linux, BSD, Solaris en macOS.
De e-mailclient is geschreven in C en wordt verspreid onder de voorwaarden van de GPL 3.

## Geschiedenis
De eerste versie verscheen in april 2001 als Sylpheed-Claws. Het was toen de ontwikkelversie van Sylpheed, waar nieuwe functies konden getest worden en onderzocht. Het ontwikkelde zich echter in die mate dat het een volledig apart project werd in april 2005, waarmee Claws een fork is van Sylpheed.

## Functies
Claws Mail beschikt over volgende functies:
- Protocolondersteuning: POP3 (optioneel via SSL), APOP, IMAP (4rev1), SMTP, SMTP AUTH, NNTP en LDAP
- Meerdere accounts
- Weergave volgens thread (samenhorende e-mailberichten)
- Filters (spamfilters, automatisch verplaatsen)
- Importeren en exporteren van Mbox-bestanden
- Externe tekstverwerker
- Berichten in de wachtrij plaatsen en concepten
- Bijlagen via MIME
- Berichtondertekening en versleuteling: GnuPG
- Gebruikergedefinieerde headers
- Kleurlabels

Daarnaast is het ook mogelijk om de functionaliteit met plug-ins uit te breiden, zoals het weergeven van e-mails met WebKit, notificaties en een pdf-viewer.